# Harry Townes
Pour les articles homonymes, voir Townes.
Harry (Rhett) Townes, né le 18 septembre 1914 à Huntsville (Alabama), ville où il est mort le 23 mai 2001, est un acteur américain.

## Biographie
Harry Townes entame sa carrière au théâtre et joue notamment à Broadway (New York), où il débute dans trois pièces représentées en 1942, dont une reprise de La Route du tabac de Jack Kirkland (rôle du capitaine Tim Harmon, tenu par Dana Andrews dans l'adaptation à l'écran de John Ford en 1941, sous le même titre).
Suivent notamment la comédie musicale Finian's Rainbow sur une musique de Burton Lane (représentée en 1947-1948, où il remplace David Wayne en cours de production), ainsi que La Nuit des rois de William Shakespeare (1949, avec Nina Foch et Arnold Moss). Sa dernière pièce à Broadway est jouée en 1969.
Au cinéma, il contribue à seize films américains disséminés entre 1954 et 1986, dont La Neige en deuil d'Edward Dmytryk (1956, avec Spencer Tracy et Robert Wagner), Les Frères Karamazov de Richard Brooks (1958, avec Yul Brynner et Maria Schell), Sanctuaire de Tony Richardson (1961, avec Lee Remick et Yves Montand) et Le Maître des îles de Tom Gries (1970, avec Charlton Heston et Geraldine Chaplin).
Très actif à la télévision américaine, Harry Townes apparaît dans cent-cinquante-et-une séries entre 1949 et 1988 (entre autres de western), dont Studio One (douze épisodes, 1951-1958), Les Mystères de l'Ouest (deux épisodes, 1965-1967), L'Homme de fer (deux épisodes, 1971-1975), ainsi que Simon et Simon (quatre épisodes, 1983-1988).
S'ajoutent douze téléfilms de 1959 à 1980, dont le western La Dernière Chevauchée des Dalton de Dan Curtis (1979, avec Cliff Potts et Randy Quaid).

## Théâtre à Broadway (intégrale)
(pièces, sauf mention contraire)
- 1942 : Yours, A. Lincoln de Paul Horgan : un aide
- 1942 : La Route au tabac (Tobacco Road) de Jack Kirkland, d'après le roman éponyme d'Erskine Caldwell : le capitaine Tim Harmon
- 1942 : Mr. Sycamore de Ketti Frings (en) : Tom Burton
- 1947-1948 : Finian's Rainbow, comédie musicale, musique de Burton Lane, lyrics de Yip Harburg, livret de Fred Saidy et Yip Harburg, mise en scène de Bretaigne Windust, chorégraphie de Michael Kidd, décors et lumières de Jo Mielziner : Og (remplacement, dates non spécifiées)
- 1949 : La Nuit des rois, ou Ce que vous voudrez (Twelfth Night, or What You Will) de William Shakespeare : Feste
- 1951 : Gramercy Ghost de John Cecil Holm : Irv
- 1969 : Inn the Matter of J. Robert Oppenheimer d'Heinar Kipphardt, adaptation de Ruth Speirs : Gordon Gray

## Filmographie partielle

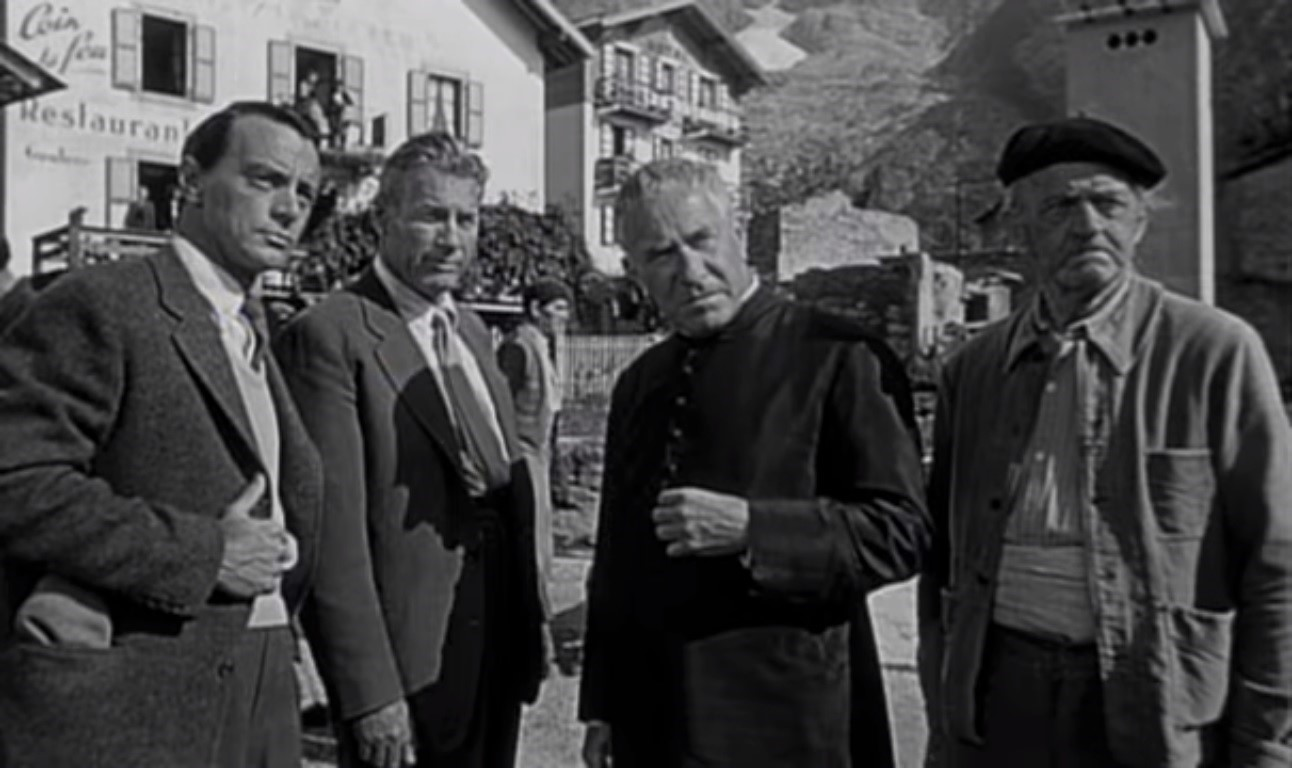
De g. à d. : Harry Townes, Richard Arlen, William Demarest et Richard Garrick, dans La Neige en deuil (1956)

### Cinéma
- 1956 : La Neige en deuil (The Mountain) d'Edward Dmytryk : Joseph
- 1958 : Le Ballet du désir (Screaming Mimi) de Gerd Oswald : Dr Greenwood / Bill Green
- 1958 : Les Frères Karamazov (The Brothers Karamazov) de Richard Brooks : Ippoli Kirillov
- 1959 : La Fin d'un voyou (CryTough) de Paul Stanley : Carlos Mendoza
- 1961 : Sanctuaire (Sanctuary) de Tony Richardson : Iva Bobbitt
- 1961 : Le Roi des imposteurs (The Great Impostor) de Robert Mulligan : Ben Stone
- 1968 : En pays ennemi (In Enemy Country) de Harry Keller : Général Marchois
- 1969 : Au paradis à coups de revolver (Heaven with a Gun) de Lee H. Katzin : Gus Sampson
- 1970 : Le Maître des îles (The Hawaiians) de Tom Gries : Houghton
- 1973 : Santee de Gary Nelson

### Télévision

#### Séries
- 1951-1952 : Tales of Tomorrow
  - Saison 1, épisode 10 Vol d'essai (Test Flight, 1951) de Charles S. Dubin : Wilkins
  - Saison2, épisode 6 Jeunesse performante (Youth on Tap, 1952) de Don Medford : Dr Platan
- 1951-1958 : Studio One
  - Saison 4, épisode 2 Le Petit Sac noir (The Little Black Bag, 1951) de Franklin J. Schaffner, épisode 9 Un éclair (A Bolt of Lighting, 1951 - Sam Adams), épisode 11 Les Années terribles (The Dangerous Years, 1951), épisode 23 Une histoire de succès (Success Story, 1952) et épisode 37 Abraham Lincoln (1952 - Hook)
  - Saison 5, épisode 1 Le Meurtre (The Kill, 1952 - Dave Walters) de Franklin J. Schaffner, épisode 4 Si petit en ce monde (Little Man, Big World, 1952 - le commissaire George Stark) et épisode 15 Pluie noire (Black Rain, 1953) de Franklin J. Schaffner
  - Saison 6, épisode 17 Incident à Carson Corners (The Remarkable Incident at Carson Corners, 1954) : M. Rogers
  - Saison 8, épisode 32 I Do (1956) : M. Hager
  - Saison 10, épisode 9 Twenty-Four Hours (1957 - Outarist) et épisode 47 No Place to Run (1958 - Karl Weber) de James B. Clark
- 1954 : Inner Sanctum
  - Saison unique, épisode 13 Le Mort et le Vivant (Watcher by the Dead - Willard), épisode 21 Reine de pique (Queen of Spades - Joe) et épisode 34 Rêve de meurtre (Dream of Murder - Paul)
- 1956-1957 : Alfred Hitchcock présente (Alfred Hitchcock Presents)
  - Saison 1, épisode 38 The Creeper (1956) d'Herschel Daugherty : Ed
  - Saison 2, épisode 17 My Brother, Richard (1957) d'Herschel Daugherty : Richard Ross
- 1956-1958 : Climax!
  - Saison 2, épisode 27 The Lou Gehrig Story (1956 - Dr Adams), épisode 41b Throw Away the Cane (1956 - Joe Barron) de Ralph Nelson et épisode 44 Dark Wall (1956 - le révérend Muir) de Ralph Nelson
  - Saison 3, épisode 7 The Chinese Game (1956 - Arthur Cook) de Buzz Kulik, épisode 20 Night of a Rebel (1957 - M. Stagg) de Buzz Kulik, épisode 33 The Trial of Captain Wirtz (1957 - Baker) de Don Medford et épisode 43 Trial by Fire (1957 - Don Randall) de Don Medford
  - Saison 4, épisode 12 Shadow of a Memory (1957 - Harry Collier) d'Arthur Hiller et épisode 29 Time of the Hanging (1958 - le shérif Will Brennan) de Buzz Kulik
- 1956-1971 : Gunsmoke ou Police des plaines (Gunsmoke ou Marshal Dillon)
  - Saison 2, épisode 12 Spring Term (1956) de Ted Post : Bill Lee
  - Saison 4, épisode 4 Monopoly (1958) : Ivy
  - Saison 5, épisode 5 Tail to the Wind (1959) de Christian Nyby : Pezzy
  - Saison 9, épisode 4 Tobe (1963) de John English : Tobe Hostater
  - Saison 10, épisode 33 Two Tall Men (1965) de Vincent McEveety : Abihu Howell
  - Saison 11, épisode 9 Malachi (1965) de Gary Nelson : Malachi Harper
  - Saison 17, épisode 9 Lijah (1971) d'Irving J. Moore : Hale Parker
- 1958-1966 : Perry Mason
  - Saison 1, épisode 35 The Case of the Lazy Lover (1958) de William D. Russell : Robert Fleetwood
  - Saison 4, épisode 4 The Case of the Singular Double (1960) d'Arthur Marks : le procureur de district adjoint Grosvenor Cutter
  - Saison 7, épisode 23 The Case of the Woeful Widower (1964) de Jesse Hibbs : Newton Bain
  - Saison 8, épisode 8 The Case of a Place Called Midnight (1964) d'Arthur Marks : le colonel Owens
  - Saison 9, épisode 18 The Case of the Golfer's Gambit (1966) de Jesse Hibbs : Erwin Brandt

- 1959-1960 : One Step Beyond

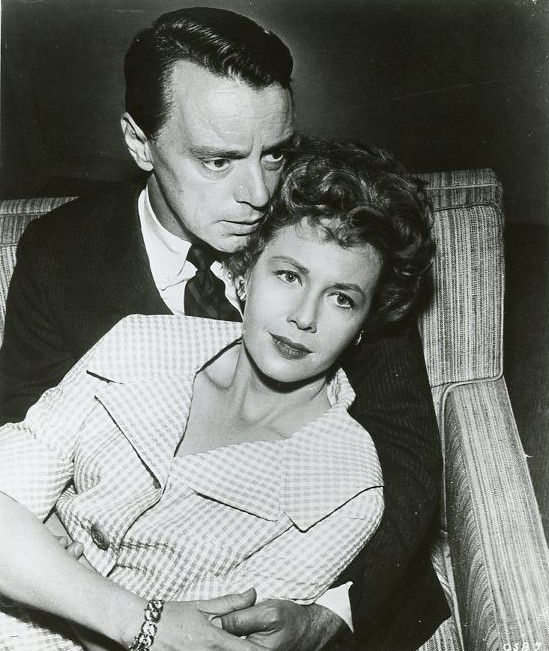
Avec Randy Stuart, dans la série One Step Beyond, épisode Commémoration d'un meurtre (1960, photo promotionnelle)

  - Saison 1, épisode 1 La Mariée possédée (The Bride Possessed, 1959) de John Newland : Dr Alexander Slawson
  - Saison 3, épisode 2 Commémoration d'un meurtre (Anniversary of a Murder, 1960) de John Newland : Gerald Simms
- 1959-1964 : Rawhide
  - Saison 1, épisode 9 Plus de peur que de mal (Incident of the Town in Terror, 1959) de Ted Post : Amos Stauffer
  - Saison 3, épisode 29 Une nuit au bal (Incident of the Night on the Town, 1961) : Lewis Lewis
  - Saison 6, épisode 30 Seven Fingers (Incident at Seven Fingers, 1964) de Christian Nyby : le capitaine Jesse Coulter
  - Saison 7, épisode 4 Le Troupeau perdu (Incident of the Lost Herd, 1964) de Vincent McEveety : Brock Dillman
- 1960 : Les Aventuriers du Far West (Death Valley Days)
  - Saison 8, épisode 14 His Brother's Keeper : Edwin Booth
- 1960 : Laramie
  - Saison 1, épisode 22 Rope of Steel de Thomas Carr : Mace Stringer
- 1960 : Au nom de la loi (Wanted: Dead or Alive)
  - Saison 2, épisode 17 Qui est cet homme ? (Mental Lapse - Olin McDonald) de Thomas Carr et épisode 28 Vengeance (Vendetta - le capitaine William Phelps) de George Blair
- 1960 : Hong Kong
  - Saison unique, épisode 11 Nine Lives de Boris Sagal : John Baring
- 1960-1961 : La Quatrième Dimension (The Twilight Zone)
  - Saison 1, épisode 13 : Quatre d'entre sont mourants (The Four of Us Are Dying, 1960) de John Brahm : Archibald Hammer
  - Saison 2, épisode 26 : Peine capitale (Shadow Play, 1961) de John Brahm : Henry Ritchie
- 1960-1961 : Thriller
  - Saison 1, épisode 15 Les Tricheurs (The Cheaters, 1960 - Sebastian Grimm) de John Brahm et épisode 35 Sombre Héritage (Dark Legacy, 1961 - Mario et Radan Asparos) de John Brahm
- 1960-1962 : Route 66
  - Saison 1, épisode 5 The Strengthening Angels (1960) d'Arthur Hiller : Daniel
  - Saison 2, épisode 2 Blue Murder (1961 - Frank Bludge) d'Arthur Hiller et épisode 25 Love Is a Skinny Kid (1962 - Jason Palmer)

- 1960-1969 : Bonanza

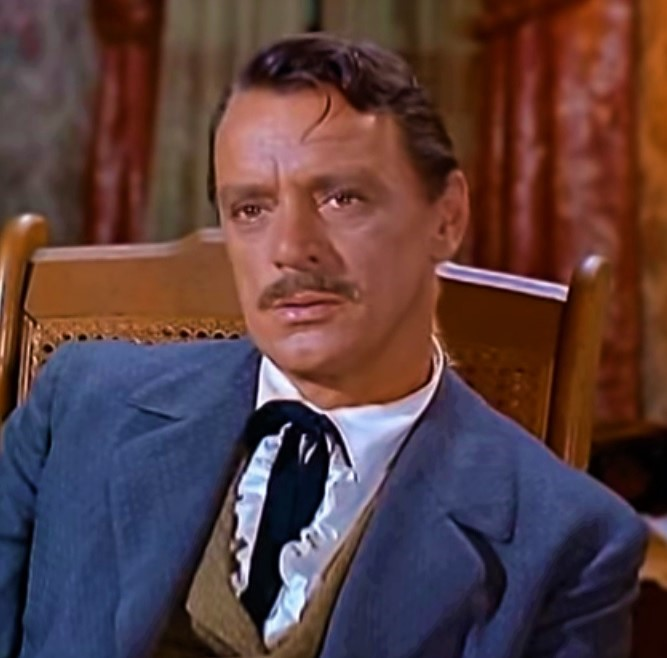
Dans la série-western Bonanza, épisode Le Moulin (1960)

  - Saison 2, épisode 4 Le Moulin (The Mill, 1960) de John Rich : Tom Edwards
  - Saison 4, épisode 7 La guerre vient à Washoe (The War Comes to Washoe, 1962) de Don McDougall : le juge David Terry
  - Saison 11, épisode 7 The Medal (1969) de Lewis Allen : Seth Nagel
- 1961 : Les Hommes volants (Ripcord)
  - Saison 1, épisode 9 Dangerous Night de James Clavell : Dr Gustave Merrill
- 1961 : Les Accusés (The Defenders)
  - Saison 1, épisode 3 Death Across the Counter de Buzz Kulik : le procureur de district John McGuire
- 1963 : Ben Casey
  - Saison 3, épisode 8 Little Drops of Water, Little Grains of Sand de Richard C. Sarafian : Dr Swing
- 1963 : Au-delà du réel (The Outer Limits)
  - Saison 1, épisode 7 L'Espion robot (O.B.I.T.) de Gerd Oswald : Dr Clifford Scott
- 1963-1965 : Suspicion (The Alfred Hitchcock Hour)
  - Saison 2, épisode 2 Un charme irrésistible (A Nice Touch, 1963) de Joseph Pevney : Ed Brandt
  - Saison 3, épisode 21 The Photographer and the Undertaker (1965) : Hiram Price
- 1963-1966 : Le Fugitif (The Fugitive)
  - Saison 1, épisode 1 Fear in a Desert City (1963) de Walter Grauman : le sergent Burden
  - Saison 2, épisode 7 Tug of War (1964 - Art Mallet) d'Abner Biberman et épisode 20 Scapegoat (1965 - Ballinger) d'Alexander Singer
  - Saison 3, épisode 15 When the Wind Blows (1965) de Ralph Senensky : le shérif-adjoint Russ Atkins
  - Saison 4, épisode 6 Joshua's Kingdom (1966) de Gerd Oswald : Joshua Simmons
- 1965 : Le Virginien (The Virginian)
  - Saison 4, épisode 3 A Little Learning : Cal Beesom
- 1965-1966 : Le Jeune Docteur Kildare (Dr. Kildare)
  - Saison 4, épisode 17 My Name Is Lisa, and I Am Lost (1965) de Jud Taylor : Jake McCoy
  - Saison 5, épisode 56 Strange Sort of Accident (1966) de John Brahm : Gerald Prince
- 1965-1967 : Les Mystères de l'Ouest (The Wild Wild West)
  - Saison 1, épisode 9 La Nuit du couteau à double tranchant (The Night of the Double-Edged Knife, 1965) de Don Taylor : Penrose
  - Saison 2, épisode 16 La Nuit des traquenards (The Night of the Tottering Tontine, 1967) d'Irving J. Moore : Dr Raven
- 1966 : Sur la piste du crime (The F.B.I.)
  - Saison 1, épisode 16 The Forests of the Night de Christian Nyby : le shérif Earl Hammond
- 1966 : Le Proscrit (Branded)
  - Saison 2, épisode 16 Les Chevaliers de la liberté (The Golden Fleece) de Lee H. Katzin : Randall Kirby
- 1967 : Gallegher
  - Saison 3 Gallegher Goes West, 3e partie Tragedy on the Trail et 4e partie Trial by Terror : M. Barlow
- 1967 : Star Trek
  - Saison 1, épisode 21 Le Retour des Archons (The Return of the Archons) de Joseph Pevney : Reger
- 1967 : Brigade criminelle (Felony Squad)
  - Saison 1, épisodes 19 et 20 The Night of the Shark, Parts I & II : Bruce Brownell
  - Saison 2, épisode 2 The Counterfeit Cop de Walter Grauman : Carl Markham
- 1967 : Les Envahisseurs (The Invaders)
  - Saison 2, épisode 4 La Vallée des ombres (Valley of the Shadow) de Jesse Hibbs : Will Hale
- 1967 : Tarzan
  - Saison 2, épisodes 11 et 12 Les Montagnes de la belle étoile, 1re et 2e parties (Mountains of the Moon, Parts I & II) d'Harmon Jones : le capitaine Bates
- 1968 : La Grande Vallée (The Big Valley)
  - Saison 3, épisode 21 L'Empereur du riz (The Emperor of Rice) de Virgil W. Vogel : Warren Masters
- 1968 : La Nouvelle Équipe (The Mod Squad)
  - Saison 1, épisode 6 A Time to Love – A Time to Cry : Jason
- 1970 : Docteur Marcus Welby (Marcus Welby, M.D.)
  - Saison 1, épisode 26 Rebel Doctor de John Erman : Bill Cavanaugh
- 1970 : L'Immortel (The Immortal)
  - Saison unique, épisode 13 Le Retour (The Return) : Roy Adkins
- 1970-1972 : Mannix
  - Saison 3, épisode 22 Le Banquier véreux (The Search for Darrell Andrews, 1970) de Seymour Robbie : Martin Kimbrough
  - Saison 6, épisode 12 Dimanche perdu (Lost Sunday, 1972) de Reza Badiyi : Wilkerson
- 1971-1975 : L'Homme de fer (Ironside)
  - Saison 5, épisode 10 Meurtre à Gentle Oaks (Gentle Oaks, 1971) de Robert Clouse : Dr Philip Perry
  - Saison 8, épisode 18 L'Organisation (The Organizer, 1975) de Jerry Jameson : James Raskin
- 1972 : Sam Cade (Cade's County)
  - Saison unique, épisode 20 Ragged Edge de George Marshall : Phil McGiver
- 1972 : Le Sixième Sens (The Sixth Sense)
  - Saison 1, épisode 8 Witch, Witch, Burning Bright de John Badham : Raymond Fletcher
- 1973 : Kung Fu
  - Saison 1, épisode 5 Œil pour œil (An Eye for an Eye) de Jerry Thorpe : Amos Buchanan
- 1974 : La Planète des singes (Planet of the Apes)
  - Saison unique, épisode 10 L'Interrogatoire (The Interrogation) d'Alf Kjellin : Dr Malthus
- 1975 : Cannon
  - Saison 5, épisode 1 Vendetta (Nightmare) de Paul Stanley : Steve
- 1976 : Ark II
  - Saison unique, épisode 5 Omega : Marcus
- 1977 : Lou Grant
  - Saison 1, épisode 10 Psych-Out d'Alexander Singer : James Heiler
- 1978-1982 : Quincy (Quincy, M.E.)
  - Saison 4, épisode 7 Dead and Alive (1978) : Dr Carl Reisman
  - Saison 5, épisode 9 The Money Plague (1979) de Rod Holcomb : Dr McKay
  - Saison 6, épisode 3 Last Day, First Day (1980) de Leslie H. Martinson : Dr Gilbert Moore
  - Saison 8, épisode 2 Ghost of a Chance (1982) de Ray Danton : Dr Herb Martin
- 1980 : Drôles de dames (Charlie's Angels)
  - Saison 4, épisodes 25 et 26 Problème de cœur (One Love... Two Angels, Parts I & II) : Harmon
- 1981 : Buck Rogers (Buck Rogers in the 25th Century)
  - Saison 2, épisode 1 Les Gardiens (The Guardians) de Jack Arnold : le gardien
- 1981 : L'Incroyable Hulk (The Incredible Hulk)
  - Saison 4, épisodes 12 et 13 Copie conforme, 1re et 2e parties (The First, Parts I & II) : Dell Frye
- 1981-1982 : Falcon Crest
  - Saison 1, épisode 1 In His Father's House (1981), épisode 6 Kindred Spirits (1982) de Jack Bender et épisode 18 Ultimate Answers (1982) : Jason Gioberti
- 1983 : Voyages au bout du temps (Voyagers!)
  - Saison unique, épisode 13 Le Procès des voyageurs (The Trial of Phineas Bogg) : le professeur Garth
- 1983-1988 : Simon et Simon (Simon & Simon)
  - Saison 2, épisodes 13 et 14 La Chasse aux sorcières, 1re et 2e parties (Pirate's Key, Parts I & II, 1983) de Corey Allen : le sénateur Gershenson
  - Saison 5, épisode 11 Facettes (Facets, 1985) de Burt Kennedy : Harry Carton
  - Saison 7, épisode 16 Notre père, ce héros (May the Road Rise Up, 1988) de Vincent McEveety : Dr Cliff Gabriel
- 1984 : Magnum (Magnum, P.I.)
  - Saison 5, épisode 8 Meurtre 101 (Murder 101) d'Ivan Dixon : Albert
- 1987 : Les deux font la paire (Scarecrow and Mrs. King)
  - Saison 4, épisode 15 Contretemps (Bad Timing) : Dr Karl Kelford

#### Téléfilms
- 1959 : Destination Space (en) de Joseph Pevney : Jim Benedict
- 1960 : The Yank d'Irvin Kershner : Whitney Collins
- 1968 : Elizabeth the Queen de George Schaefer : Robert Cecil
- 1970 : The Andersonville Trial de George C. Scott : le colonel Chandler
- 1971 : They Call It Murder de Walter Grauman : Dr Garnett
- 1974 : The First Woman President de Delbert Mann et Sam Gary : Albert Fall
- 1975 : The Specialists de Richard Quine : Dr Burkhart
- 1979 : La Dernière Chevauchée des Dalton (The Last Ride of the Dalton Gang) de Dan Curtis : le révérend Johnson
- 1980 : Casino (en) de Don Chaffey : Harry